# Usher Hall
La Usher Hall è una sala da concerto situata su Lothian Road, all'estremità occidentale di Edimburgo, in Scozia. Ha ospitato concerti ed eventi sin dalla sua costruzione nel 1914 e può ospitare circa 2.200 persone nel suo auditorium recentemente restaurato, molto amato dagli artisti per la sua acustica. La sala è fiancheggiata dal Royal Lyceum Theatre sulla destra e dal Traverse Theatre sulla sinistra. Historic Scotland ha registrato la Hall con lo stato di edificio classificato di categoria A.

## Storia
La costruzione della sala è stata finanziata da Andrew Usher, un distillatore e miscelatore di whisky, che donò 100.000 sterline alla città specificamente per finanziare una nuova sala da concerto. La scelta del sito inizialmente causò ritardi, ma nel 1910 fu bandito un concorso di architettura che imponeva che la sala fosse semplice ma dignitosa. L'offerta vincente (una delle 130 iscrizioni pervenute) arrivò da Stockdale Harrison e Howard H. Thomson di Leicester. Il progetto fu in parte una reazione contro il gotico vittoriano, con un ritorno alle caratteristiche classiche dovuto in gran parte all'Architettura Beaux-Arts. Il 19 luglio 1911 Giorgio V e la Regina Mary posarono due pietre commemorative, un evento a cui parteciparono oltre mille persone.

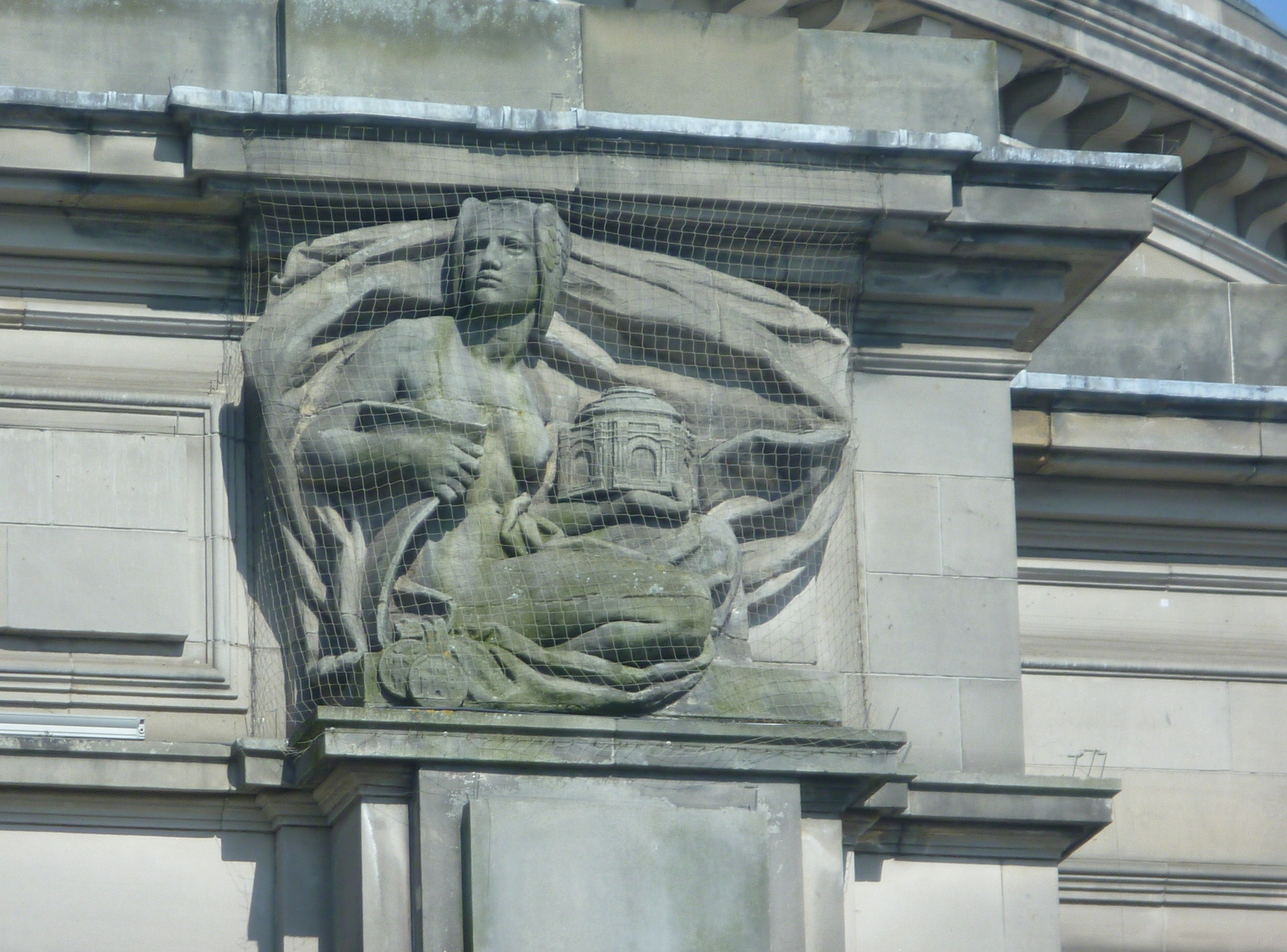
Beneficenza municipale, una delle figure scolpite sulla facciata della sala

Le sue pareti curve, insolite per l'epoca, furono rese possibili da sviluppi in cemento armato rinforzato. La cupola fu progettata per riflettere la curvatura delle pareti, non per creare un interno a cupola, che sarebbe stato acusticamente disastroso.
L'interno della sala è adornato con pannelli decorativi in gesso dello scultore di Edimburgo Harry Gamley. Le figure raffigurate in questi pannelli mostrano personaggi del mondo della musica, oltre a famosi scozzesi.
Tra questi figurano: Sir Walter Scott, Robert Burns, Allan Ramsay, R L Stevenson, Johann Sebastian Bach, George Frideric Handel, Wolfgang Amadeus Mozart, Johannes Brahms, Edvard Grieg e Anton Rubinstein. Il lavoro di Harry Gamley presenta anche all'esterno dell'edificio due grandi figure che rappresentano Ispirazione e Successo, così come altre tre figure di Crossland McClure che raffigurano l'Anima della musica, la Musica del mare e la Musica dei boschi.
L'edificio finito fu ufficialmente inaugurato il 16 marzo 1914 con un concerto con musiche di Handel, Bach, Wagner, Beethoven e del compositore scozzese Hamish MacCunn.
Il costo finale della costruzione della Usher Hall è stato di £ 134.000. Andrew Usher morì prima che iniziassero i lavori di costruzione.

### Storia sociale
La Usher Hall è stata utilizzata, oltre che per la musica, per una varietà di eventi, tra cui politica, religione, raccolte di fondi di beneficenza e sport. Nel 1914 il primo ministro H. H. Asquith tenne un discorso intitolato La guerra, approfittando dell'occasione per arruolare un pubblico di soli uomini.
In diversi momenti la musica e la politica si sono sovrapposte, in occasioni come concerti di raccolta fondi per il movimento repubblicano in Spagna negli anni '30 e le celebrazioni del secentenario della fondazione della città di Edimburgo nel 1929. La fine delle manifestazioni politiche nella Usher Hall venne dopo un grave incidente nel 1934, quando Sir Oswald Mosley venne a parlare. Tra le cinque e le seimila persone protestarono fuori e diverse persone rimasero ferite.
Nel 1986 i Giochi del Commonwealth arrivarono a Edimburgo con la Usher Hall che fungeva da sede per il torneo di boxe.
Gli ampi locali seminterrati della Usher Hall resero l'edificio ideale per essere utilizzato come rifugio antiaereo e il luogo fu attrezzato per l'utilizzo durante la seconda guerra mondiale. Tuttavia non ci sono registrazioni del suo utilizzo come tale, ma segni dipinti sulle porte interne, come "No Dogs", indicano che furono fatti dei preparativi.

### Storia musicale
Come piattaforma per musicisti classici internazionali, la sala ha ospitato i Wiener Philharmoniker, diretti da Bruno Walter, al primo festival nel 1947.
È anche la sede di Edimburgo della Royal Scottish National Orchestra, che suona regolarmente durante la loro stagione. Si esibiscono regolarmente anche la Scottish Chamber Orchestra, la Scottish Fiddle Orchestra, la National Youth Orchestra of Scotland e organizzazioni locali, come la Edinburgh Royal Choral Union e il Kevock Choir.
Nel marzo 1972 l'Eurovision Song Contest si tenne presso la Hall e fu interpretato da Moira Shearer. L'Ingresso del Regno Unito fu cantato dai The New Seekers.

### L'organo
Una delle caratteristiche principali della Usher Hall è l'organo. Fu costruito nel 1913 da Norman & Beard di Norwich al costo di circa £ 4.000 e fu progettato per essere il punto focale della Hall, sia visivamente che musicalmente. Il significato dell'organo per la Usher Hall è dimostrato dall'esistenza dell'Usher Hall Organ Trust, che ha contribuito a raccogliere fondi per restaurare l'organo. Era caduto in disuso a causa della scarsa affidabilità causata dalla mancanza di un adeguato controllo dell'umidità e della temperatura, che lo aveva portato a non essere suonato per diversi anni. Il lavoro di restauro è stato eseguito da Harrison e Harrison di Durham e ci sono voluti tre anni per completarlo; l'organo fu reinstallato nel 2002. L'organo fu reinaugurato il 7 giugno 2003 in un concerto recital celebrativo di Gillian Weir.

## Al giorno d'oggi

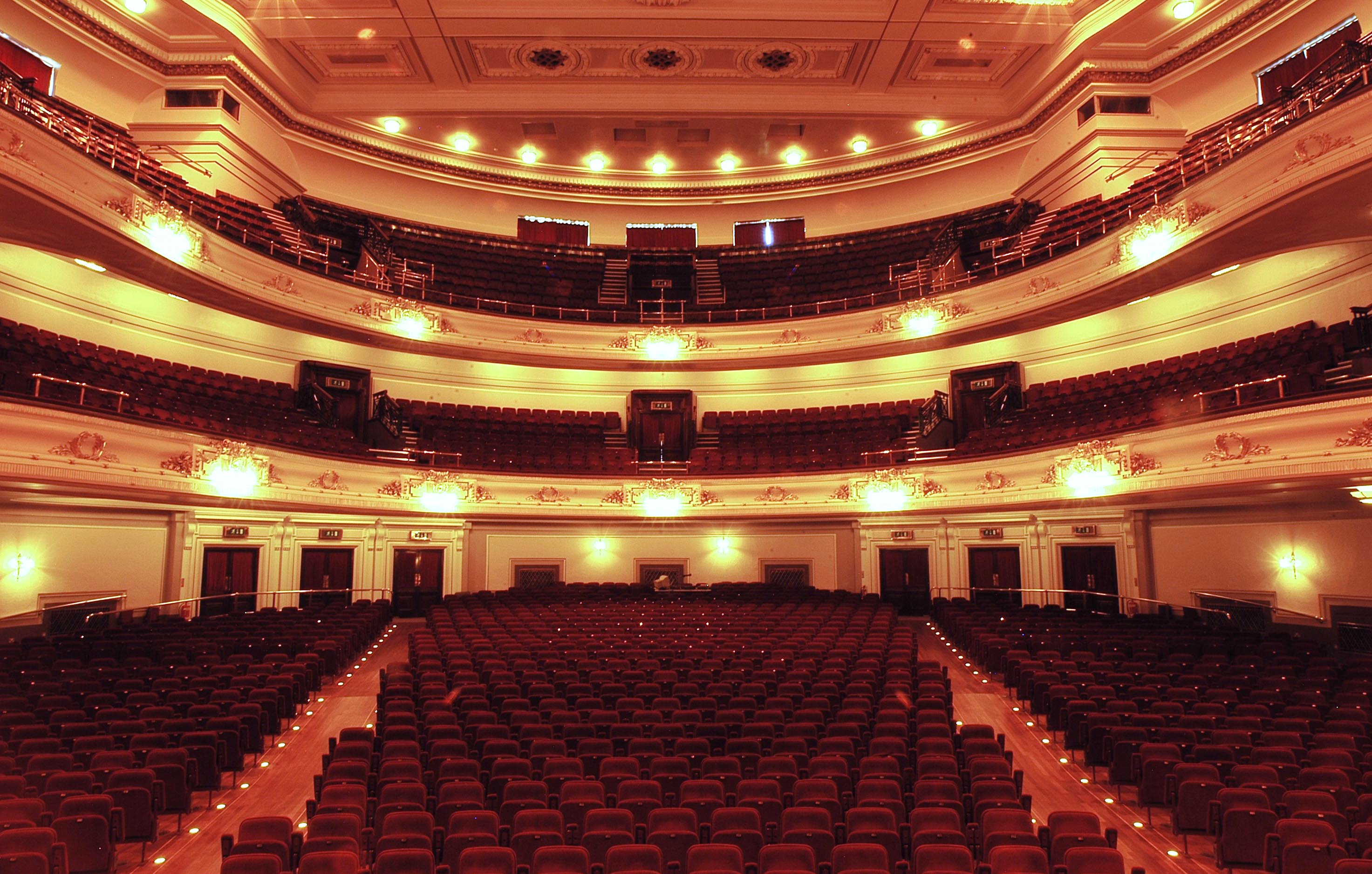
L'auditorium

Ancora di proprietà e gestita dal Comune di Edimburgo, la Usher Hall è ancora in uso costante. Oltre ad essere uno dei luoghi principali dell'Edinburgh International Festival, si sono tenuti altri eventi, come la Holocaust Memorial Ceremony e il Colin O'Riordan Memorial Concert. Le cerimonie di Freedom of the City si sono svolte nella sala nel corso degli anni, l'ultima delle quali è stata per la star del cinema ed icona scozzese Sean Connery nel 1991.
Il 13 aprile 1996, ore dopo un concerto, un grosso pezzo di intonaco cadde da 130 piedi dal tetto nell'auditorium. Furono danneggiate solo tre sedie, ma questo evento è stato solo un esempio dello stato di rovina in cui stava cadendo la Sala. Erano necessarie riparazioni vitali per rendere l'edificio a prova di vento, impermeabile e sicuro. Facendo affidamento sui finanziamenti della Lottery and Arts Council, la città di Edimburgo intraprese un progetto da 25 milioni di sterline per rendere la sala sicura e migliorarne la funzione, tra l'altro per rendere l'auditorium adatto per eventi di tipo Promenade e costruire nuovi servizi di ristorazione e biglietteria. Sfortunatamente, verso la fine della fase di progettazione, la richiesta del Lottery Fund non riuscì e l'Arts Council ritirò il suo sostegno. Impantanato in polemiche varie il progetto è caduto. Nel 1998 la città di Edimburgo annunciò di aver messo da parte 9 milioni di sterline per ricominciare i lavori di ristrutturazione.
Nel 2002 sono stati annunciati i piani per una seconda fase di ristrutturazione con l'intenzione di aumentare gli ulteriori 11 milioni di sterline necessari. Nel 2007 sono iniziati i lavori della seconda fase, che ha fornito strutture e spazi pubblici migliorati, compresa la costruzione di una nuova ala in vetro. I lavori sono stati completati nel 2009 con un costo di 25 milioni di sterline, con la riapertura della sala principale per il Festival e il completamento della nuova ala e l'apertura ufficiale prevista per novembre.